# Kosovo aux Jeux olympiques d'été de 2024
Le Kosovo participe aux Jeux olympiques de 2024 à Paris. Il s'agit de sa 3e participation à des Jeux olympiques d'été.
Les judokas Akil Gjakova et Nora Gjakova sont nommés porte-drapeau de la délégation kosovare.

## Nombre d’athlètes qualifiés par sport
Voici la liste des qualifiés et sélectionnés kosovars par sport (remplaçants compris) :
| Sport      | Hommes | Femmes | Total |
| ---------- | ------ | ------ | ----- |
| Athlétisme | 0      | 1      | 1     |
| Boxe       | 0      | 1      | 1     |
| Judo       | 1      | 4      | 5     |
| Natation   | 1      | 1      | 2     |
| Total      | 2      | 7      | 9     |

## Bilan général
| Sport | Médaille d'or, Jeux olympiques | Médaille d'argent, Jeux olympiques | Médaille de bronze, Jeux olympiques | Total | Rang pays |
| ----- | ------------------------------ | ---------------------------------- | ----------------------------------- | ----- | --------- |
| Judo  |                                | 1                                  | 1                                   | 2     |           |
| Total |                                | 1                                  | 1                                   | 2     | 73        |

| Jour       | Médaille d'or, Jeux olympiques | Médaille d'argent, Jeux olympiques | Médaille de bronze, Jeux olympiques | Total |
| ---------- | ------------------------------ | ---------------------------------- | ----------------------------------- | ----- |
| 28 juillet | -                              | 1                                  | -                                   | 1     |
| 30 juillet | -                              | -                                  | 1                                   | 1     |
| Total      | 0                              | 1                                  | 1                                   | 2     |

| Sexe   | Médaille d'or, Jeux olympiques | Médaille d'argent, Jeux olympiques | Médaille de bronze, Jeux olympiques | Total |
| ------ | ------------------------------ | ---------------------------------- | ----------------------------------- | ----- |
| Hommes | -                              | -                                  | -                                   | -     |
| Femmes | -                              | 1                                  | 1                                   | 2     |
| Mixte  | -                              | -                                  | -                                   | -     |
| Total  | 0                              | 1                                  | 1                                   | 2     |

## Médaillés
| Sport | Discipline      | Athlète(s)       | Performance                       | Date       |
| ----- | --------------- | ---------------- | --------------------------------- | ---------- |
| Judo  | -52 kg - Femmes | Distria Krasniqi | 00 - 01 contre Diyora Keldiyorova | 28 juillet |

| Sport | Discipline      | Athlète(s)         | Performance                         | Date            |
| ----- | --------------- | ------------------ | ----------------------------------- | --------------- |
| Judo  | -63 kg - Femmes | Laura Fazliu (KOS) | 10 - 0 contre Katarina Kristo (CRO) | 30 juillet 2024 |

## Résultats

### Athlétisme
| Athlètes           | Épreuve | Premier tour (ou tour préliminaire) | Premier tour (ou tour préliminaire) | Repêchage (ou premier tour) | Repêchage (ou premier tour) | Demi-finales | Demi-finales | Finale   | Finale   |
| Athlètes           | Épreuve | Temps                               | Rang                                | Temps                       | Rang                        | Temps        | Rang         | Temps    | Rang     |
| ------------------ | ------- | ----------------------------------- | ----------------------------------- | --------------------------- | --------------------------- | ------------ | ------------ | -------- | -------- |
| Gresa Bakraçi (de) | 800 m   | 2 min 13 s 29                       | 49e                                 | Disq                        | N/A                         | Éliminée     | Éliminée     | Éliminée | Éliminée |

### Boxe
| Athlètes            | Catégorie             | 1/16e de finale                     | 1/8e de finale                 | Quart de finale     | Demi-finale         | Finale              | Rang |
| Athlètes            | Catégorie             | Adversaire Résultat                 | Adversaire Résultat            | Adversaire Résultat | Adversaire Résultat | Adversaire Résultat | Rang |
| ------------------- | --------------------- | ----------------------------------- | ------------------------------ | ------------------- | ------------------- | ------------------- | ---- |
| Donjeta Sadiku (en) | Poids légers (-60 kg) | Thananya Somnuek (THA) Victoire 2-3 | Angie Valdés (COL) Défaite 3-2 | Éliminée            | Éliminée            | Éliminée            | 9e   |

### Judo
| Athlète      | Compétition    | 1er tour                     | 2e tour                      | Quart de finale               | Demi-finale                  | Finale / CB                  | Rang |
| Athlète      | Compétition    | Adversaire Résultat          | Adversaire Résultat          | Adversaire Résultat           | Adversaire Résultat          | Adversaire Résultat          | Rang |
| ------------ | -------------- | ---------------------------- | ---------------------------- | ----------------------------- | ---------------------------- | ---------------------------- | ---- |
| Akil Gjakova | Moins de 73 kg | Daniel Cargnin Victoire 10-0 | Samuel Gassner Victoire 10-0 | Manuel Lombardo Victoire 10-0 | Hidayət Heydərov Défaite 0-1 | Soichi Hashimoto Défaite 0-1 | 5e   |

| Athlète          | Compétition    | 1er tour                                 | 2e tour                                 | Quart de finale                  | Demi-finale                    | Repêchage                                | Finale / CB                    | Rang                                |
| Athlète          | Compétition    | Adversaire Résultat                      | Adversaire Résultat                     | Adversaire Résultat              | Adversaire Résultat            | Adversaire Résultat                      | Adversaire Résultat            | Rang                                |
| ---------------- | -------------- | ---------------------------------------- | --------------------------------------- | -------------------------------- | ------------------------------ | ---------------------------------------- | ------------------------------ | ----------------------------------- |
| Distria Krasniqi | Moins de 52 kg | Exemptée                                 | Maryam March Maharani Victoire 10-0     | Gefen Primo Victoire 10-0        | Odette Giuffrida Victoire 10-0 | Non disputé                              | Diyora Keldiyorova Défaite 0-1 | Médaille d'argent, Jeux olympiques  |
| Nora Gjakova     | Moins de 57 kg | Lkhagvatogoogiin Enkhriilen Défaite 0-10 | Éliminée                                | Éliminée                         | Éliminée                       | Éliminée                                 | Éliminée                       | 17e                                 |
| Laura Fazliu     | Moins de 63 kg | Exemptée                                 | Tang Jing Victoire 10-0                 | Clarisse Agbegnenou Défaite 0-10 | Non disputé                    | Catherine Beauchemin-Pinard Victoire 1-0 | Katarina Krišto Victoire 10-0  | Médaille de bronze, Jeux olympiques |
| Loriana Kuka     | Moins de 78 kg | Metka Lobnik Victoire 10-0               | Yelyzaveta Lytvynenko (UKR) Défaite 1-0 | Éliminée                         | Éliminée                       | Éliminée                                 | Éliminée                       | 9e                                  |

### Natation
| Athlète       | Épreuve          | Séries  | Séries | Demi-finales | Demi-finales | Finale  | Finale  |
| Athlète       | Épreuve          | Temps   | Rang   | Temps        | Rang         | Temps   | Rang    |
| ------------- | ---------------- | ------- | ------ | ------------ | ------------ | ------- | ------- |
| Adell Saboviq | 100 m nage libre | 51 s 77 | 58e    | Éliminé      | Éliminé      | Éliminé | Éliminé |

| Athlète    | Épreuve         | Séries  | Séries | Demi-finales | Demi-finales | Finale   | Finale   |
| Athlète    | Épreuve         | Temps   | Rang   | Temps        | Rang         | Temps    | Rang     |
| ---------- | --------------- | ------- | ------ | ------------ | ------------ | -------- | -------- |
| Hana Beiqi | 50 m nage libre | 27 s 34 | 43e    | Éliminée     | Éliminée     | Éliminée | Éliminée |